# Von Behring (cràter)
Von Behring és un petit cràter d'impacte que es troba a la part oriental de la Lluna, al nord-nord-est del cràter Kapteyn més gran, i al nord-oest de La Pérouse.

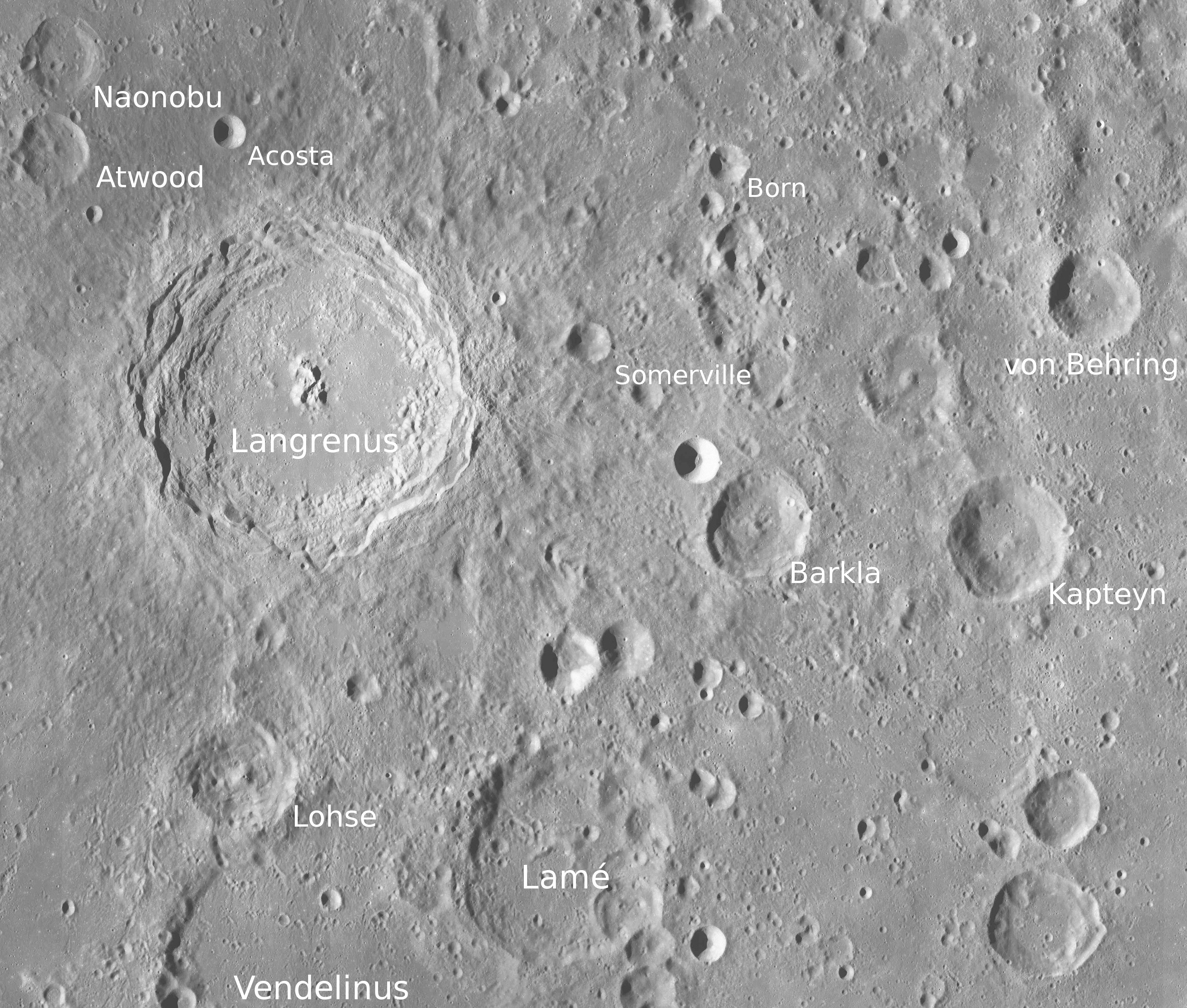
Rodalies de von Behring (vora del quadrant dret de la imatge)
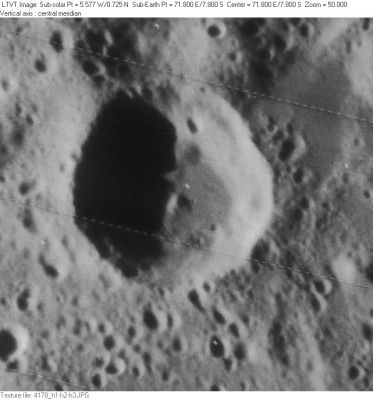
Fotografia de la missió Lunar Orbiter 4

El cràter és circular i simètric, amb una vora exterior que només està lleugerament erosionada. Posseeix un petit pic central en el punt mig del sòl interior.
El cràter va ser designat Maclaurin F abans de ser reanomenat per la UAI el 1979.